# 1934 en Inde
Chronologie de l'Inde
- 1930
- 1931
- 1932
- 1933
- 1934
- 1935
- 1936
- 1937
- 1938

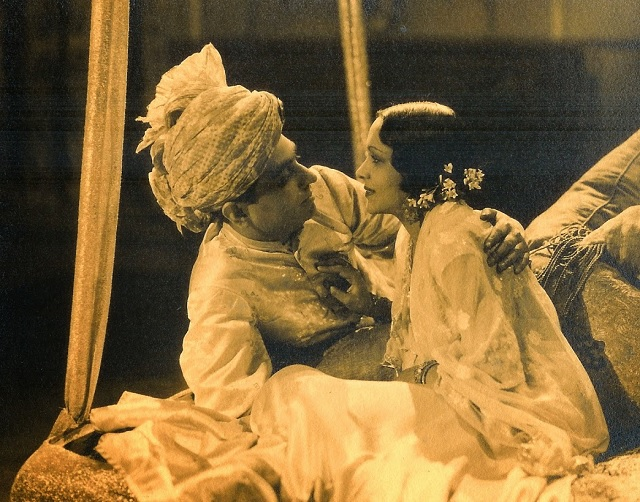
Devika Rani et Himanshu Rai dans le film Karma.

Cette page concerne les évènements survenus en 1934 en Inde  :

## Évènement
- 15 janvier : Séisme au Népal-Bihar (bilan : 17 000 morts)
- 6 avril : Expédition de 1934 Shipton-Tilman de Nanda Devi (en) : Nanda Devi est une montagne himalayenne située dans le nord de l'Inde, juste à l'ouest du Népal. On pensait alors qu'elle était la plus haute montagne du monde. Eric Shipton, Bill Tilman et leurs trois sherpas parviennent à trouver une voie d'accès au sanctuaire par la gorge du Rishi Ganga.
- 7 avril : Le Mahatma Gandhi suspend sa campagne de désobéissance civile.
- 10 juin : Élections législatives
- juillet : Le Parti communiste indien est déclaré illégal.
- septembre : Gandhi réussit à forcer la main des castes hindoues en faveur des classes défavorisées dans le schéma de représentation.

## Cinéma
Sorties de film :
- Amrit Manthan (en)
- Chandidas (en)
- Daku Mansoor (en)
- Grihalaxmi (en)
- Karma
- Seeta (en)

## Sport
- 27 février-3 mars : Participation de l'Inde aux Jeux d'Asie occidentale (en).
- 4-11 août : Participation de l'Inde aux Jeux de l'Empire britannique (en)

## Création
- Parti socialiste du Congrès (en)

## Dissolution
- The Light of the East, revue mensuelle.